# Rajec
Rajec (em alemão: Rajetz; húngaro: Rajec; ) é uma cidade da Eslováquia, situada no distrito de Žilina, na região de Žilina. Tem 31,46 km² de área e sua população em 2018 foi estimada em 5.777 habitantes.

## Demografia
| Ano:        | 1994 | 2004   | 2014   | 2024   |
| ----------- | ---- | ------ | ------ | ------ |
| Broj ljudi: | 6404 | 6074   | 5881   | 5703   |
| Razlika:    |      | -5,15% | -3,17% | -3,02% |

| Ano:               | 2023 | 2024   |
| ------------------ | ---- | ------ |
| Número de pessoas: | 5777 | 5703   |
| Diferença:         |      | -1,28% |